# حكومة ضخمة
يطلق مصطلح الحكومة الضخمة (بالإنجليزية: Big government)‏ عند الانتقاص من القدر والتهكم ويستخدمها السياسيون المحافظون والداعمون لسياسة عدم التدخل أو المدافعون عن الحريات عند وصف الحكومة أو القطاع العام الذي يعتبرونه ضخمًا بدرجة مفرطة وفاسدًا أو غير كفء أو تدخله بشكل غير مناسب في السياسة العامة أو القطاع الخاص، كما يمكن استخدام هذا المصطلح خاصة فيما يتعلق بسياسات الحكومة التي تحاول تنظيم الأمور التي تعتبر خاصة أو شخصية مثل السلوك الجنسي الخاص أو الخيارات الغذائية الفردية. كما استخدم هذا المصطلح في تعريف الحكومة الفيدرالية المهيمنة التي تسعى للسيطرة على سلطة المؤسسات المحلية - وهذا مثال على هيمنة سلطة الدولة لصالح التشريعات الفيدرالية.

## التعريف
يطلق تعريف الحكومة الضخمة على حجم الحكومة في الأساس وهو معيار يشتمل على متغيرات مثل عدد الموظفين والتكلفة النسبية و «مجالات المشاركة». كما يستخدم هذا المصطلح في تعريف الدور المتصور للحكومة في المجتمع ونوعية الخدمات (أي تأثير الجهود التي تبذلها الحكومة) ومستوى الديمقراطية والتمثيل المجتمعي.

## الاستخدام الحرج
يمكن تطبيق هذا المصطلح على عدد من الانتقادات البيروقراطية:
- برامج الحكومة، حيث يقال إن الأهداف السياسية يمكن تلميعها بمنظمات أصغر حجمًا وأكثر ذكاءً
- عادة ما تطبق محاولات توحيد البرامج على مستوى الولاية
- عادة ما يرتبط تطبيق البرامج التي تسعى إلى إنجاز الوظائف بطريقة طبيعية بالقطاع الخاص أو منظمات القطاع الخاص (مثل مجموعات غير هادفة للربح أو المنظمات الدينية)
- من المرجح أن تزيد البرامج مرتفعة الثمن من التكاليف على المدى الطويل والتي تخضع لتجاوز التكاليف و/أو وسوء تحليل التكاليف ومقاومة جهود الإصلاح سواء داخليًا وخارجيًا
- النظم البيروقراطية الكبيرة التي تفتقر إلى المسؤولية
- محدودية أو الافتقار إلى ضوابط وتوازنات السلطة داخل المنظمة
- عدم كفاية أو تناسق المقاييس المستخدمة في التحقق من الفاعلية
- محدودية الفوائد الحقيقية الممنوحة فعليًا للمواطنين
- التكلفة غير الفعالة (أي تخطي التكاليف العالية للأرباح) للبرامج التي تمولها في الأساس حزمة سندات

وغالبًا ما يهتم المعلقون الذين يستخدمون هذا المصطلح بتوصيل الحكومة المنافع العامة مشاركة الحكومة في صياغة وتنفيذ القوانين والسياسات المتعلقة بالحقوق المدنية والعدالة الاجتماعية والرفاهة الاجتماعية.
ويجمع معلقون آخرون بين انتقاد الحكومات الضخمة وانتقاد "الأعمال الكبيرة" والأعداد الكبيرة للعمالة" و"الست الكبرى (نفط)" و"شركات التبغ الكبرى" و"شركات الأدوية الكبرى".

## وصلات خارجية
- Big Government Solutions Don't Work/ The Law of Opposites